# Enide (Tennyson / Doré)
Enide é um dos poemas de Idílios do Rei de Alfred Tennyson para cuja ilustração, na edição em francês de 1867, o artista francês Gustave Doré criou nove desenhos com base nos quais foram produzidas as gravuras que apareceram no livro.
Idílios do Rei (em inglês:  Idylls of the King) de Alfred Tennyson é um conjunto de 11 poemas publicados entre 1859 e 1885 estando um deles, "Enid", subdividido em dois, donde um total de 12 poemas, que tratam a lenda do Rei Artur e as personagens do Ciclo Arturiano, tendo Gustave Doré ilustrado os quatro primeiros poemas, Enid, Vivien, Elaine e Guinevere, com 36 desenhos publicados inicialmente em 1867.
Gustave Doré (1832–83), um brilhante gravador não só pelo domínio da técnica como pelo nível artístico do desenho, foi um dos mais prolíficos e bem-sucedidos ilustradores de livros do final do século XIX, tendo criado um conjunto de 36 belas ilustrações para os quatro primeiros poemas de Idílios do Rei.
Tal como muitas das suas obras, as ilustrações de Doré para Idílios possuem um grande nível dramático, detalhe e impacto, estando impregnadas de um sentimento melancólico e sobrenatural. A sua técnica magistral é evidente em cenas idealizadas esplêndidas, ilustrando o envolvimento romântico de quatro damas adoráveis: Enide, a esposa de Geraint, um dos cavaleiros de Artur, a "astuta Vivien", uma beleza intrigante que tenta seduzir o mago Merlim, "a bela Elaine", fortemente apaixonada por Lancelote, e Guinevere, a pérfida esposa do rei Artur.

## Resumo da história e descrição das imagens
Geraint, cavaleiro da corte do rei Artur e da ordem da Távola Redonda, príncipe de Devon, estava casado com Enide, a única filha de Yniol, a quem muito amava. A rainha Guinevere grata ao príncipe Geraint pelos serviços prestados queria também muito a Enide. Mas quando o surgiu o rumor de que a rainha se enamorara por Lancelote, embora sem prova, Geraint temendo que Enide sofresse com a grande afeição pela rainha, pediu ao rei, com a desculpa de o seu principado, na fronteira do reino, estar a ser atacado por saqueadores e outros que fora-da-lei, para ir defender as suas fronteiras. O rei autorizou o pedido, e o príncipe partiu com Enide e um grupo de cinquenta cavaleiros em direção ao seu país. Ali, Geraint cercava a esposa de cuidados e adoração, nunca a deixando sozinha, esquecendo a promessa que tinha feito ao rei de se dedicar aos falcões e à caça, a justas e torneios, a elevar a sua fama e tratar do seu governo do seu principado. Mas as pessoas começaram a falar que Geraint havia perdido a virilidade com o amor imoderado pela esposa. Enide sabia disto mas tardava em contar ao marido por timidez e para não lhe ser desagradável. Mas Geraint, vendo-a triste, suspeitou de alguma mancha na pureza dela.
Então uma manhã cedo acordou o escudeiro ordenou-lhe: "Prepara o meu corcel e o palafrém da princesa!" E disse a Enide, "Quero ir numa aventura, pois embora pareça que perdi o meu valor, ainda não caí tão baixo quanto alguns dizem. Quanto a você, pegue nas piores roupas, tudo o que você tem de pior e venha comigo." Então ela foi vestir um casaco desbotado e um véu que guardava como relíquias lembrando que estava com elas vestida a primeira vez que Geraint a vira e como ele a amara com aquele traje.

### Um pedaço da escada de uma torre gasta de muito pisada
Estando o rei Artur na cidade velha de Caerleon-on-Usk deu a ordem para a caçada na manhã seguinte e pela manhã toda a corte foi para a caça. A rainha atrasou-se, mas montou num cavalo, atravessou o rio Usk e foi à procura do Rei. Parou numa pequena elevação para escutar os cães, mas em vez disso chegou o príncipe Geraint, também atrasado e não usando nem traje de caça nem arma, exceto uma espada de cabo dourado. Quando estavam à espera, viram aparecer um cavaleiro, uma dama e um anão que não quiseram identificar-se perante a rainha. Sem armas para vingar a afronta, Geraint seguiu o trio até um castelo novo que parecia acabado de fazer onde entraram. Do outro lado do rio, passando uma ponte, estava um castelo em ruínas.
No outro lado da ponte estava o conde Yniol com a cabeça branca, vestido roupas gastas. Geraint disse-lhe que procurava abrigo para a noite e Yniol ofereceu-lhe guarida. Mas quando Geraint entrou no pátio do castelo, viu o chão cheio de urtigas e tudo estava em ruínas. Ali estava uma porta quase a desmoronar coberta de ervas daninhas, no chão estava grande parte de uma torre, adornada com flores silvestres. Bem no alto, um pedaço da escada de uma torre gasta de muito pisada, mas agora silenciosa, nua ao sol (imagem inicial), e monstruosos tufos de hera cobriam a parede.

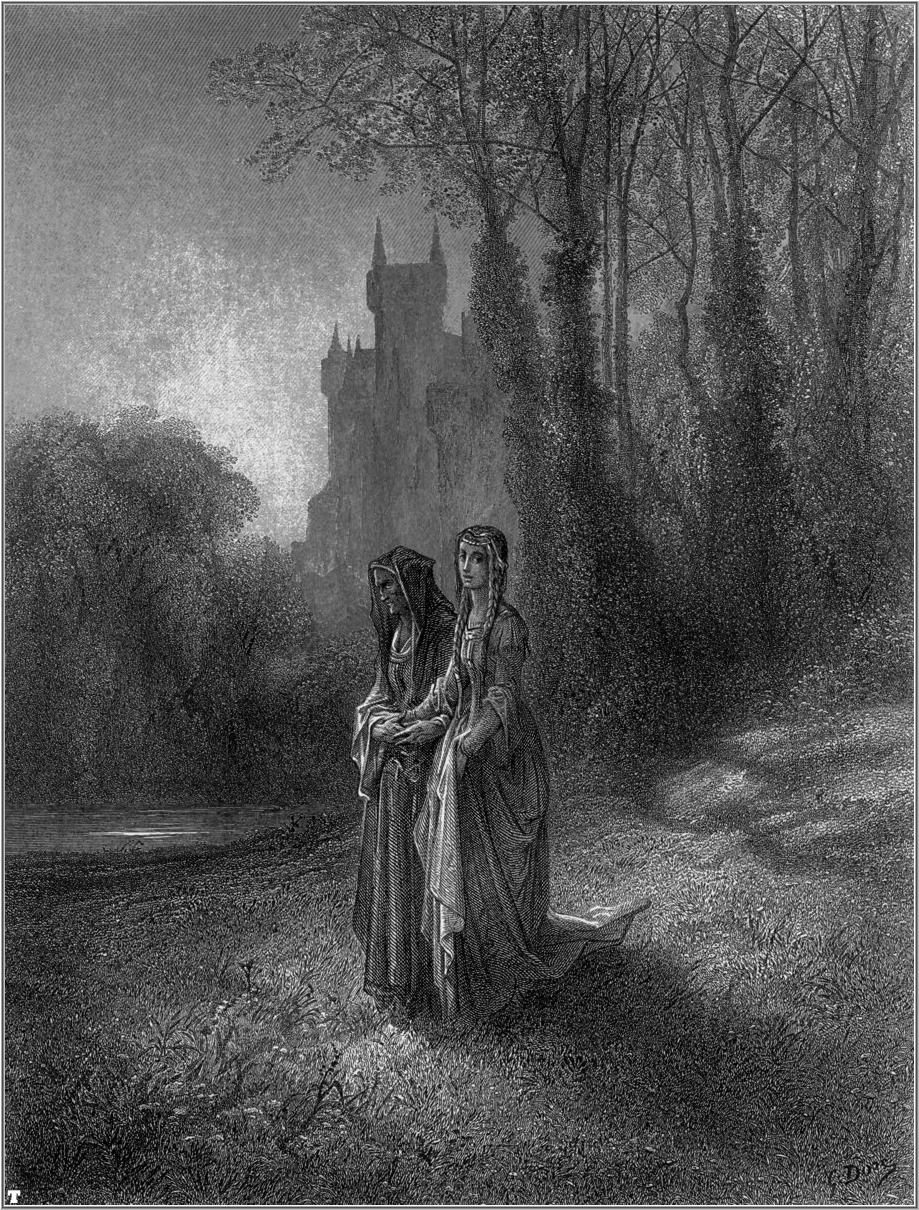
Quando o pálido Oriente começou a ganhar vida ao sol, ela se levantou. Sua mãe fez o mesmo e, com uma mão na outra, desceram para o prado (1867), desenho de Gustave Doré

Enquanto esperava no pátio do castelo, ouviu-se a voz a cantar de Enide, filha de Yniol, através da janela aberta do grande salão o que muito sensibilizou Geraint. Então, passando por cima de uma pilha de pedras, entrou no salão onde encontrou uma velha senhora vestida de escuro e ao lado dela a bela Enide, a filha do casal, e Geraint ficou enamorado dela.

### Quando o pálido Oriente começou a ganhar vida ao sol
Então o conde Yniol contou que o senhor do castelo novo a quem Geraint seguira é sobrinho dele e pretendente de Enide. E porque Enide lhe foi recusada ele fez tudo para arruinar Yniol. Geraint pede-lhe armas para o torneio do dia seguinte e pede-lhe que seja Enide a dama por quem ele vai lutar. Passada a noite, e quando o pálido Oriente começou a ganhar vida ao sol, ela se levantou. Sua mãe fez o mesmo e, com uma mão na outra, desceram para o prado onde iria decorrer o torneio e lá esperaram por Yniol e Geraint.
Quando Geraint viu Enide foi tomado de grande admiração. Chegaram damas e cavaleiros errantes e foi espetada uma vara de prata encimada por um falcão de ouro como prémio do torneio. Deu-se depois o combate entre Geraint e o sobrinho de Yniol. Três vezes eles se enfrentaram e três vezes quebraram suas lanças. Em seguida, desmontaram e combateram terrivelmente à espada sem que algum vencesse. Então Yniol gritou: "Lembra-te do grande insulto à rainha" e estas palavras deram a Geraint um novo ardor. E levantou a espada e quebrou o elmo do oponente, pôs o pé sobre o peito dele e perguntou: "Qual o teu nome?" O guerreiro caído respondeu, rosnando: "Édyrn, filho de Nudd. Tenho vergonha de ter que o dizer. O meu orgulho dissipou-se, pois todos viram a minha derrota".

### Primeiro, vais com a tua dama e o teu anão à corte do rei Artur

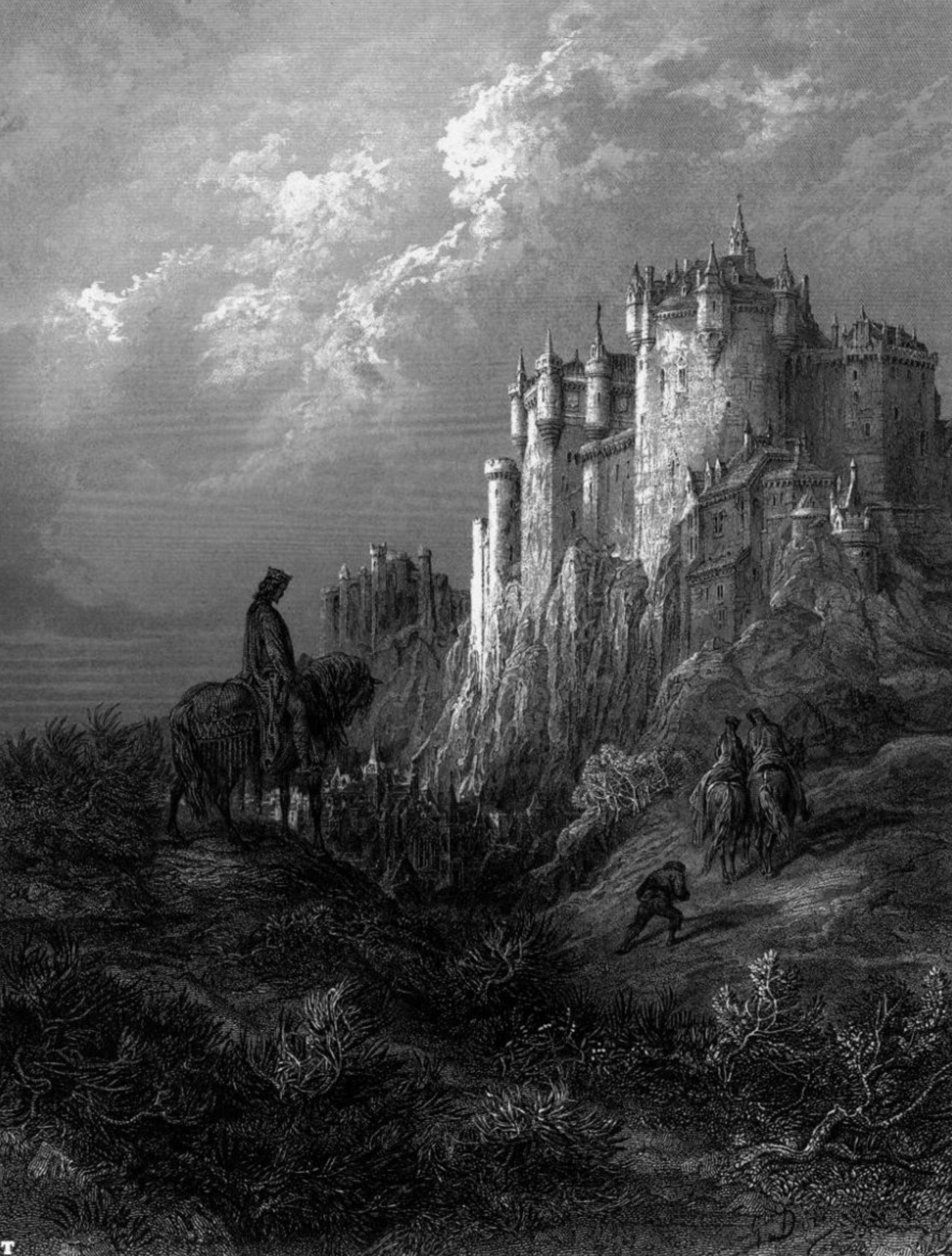
Primeiro, vais com a tua dama e o teu anão à corte do rei Artur, e lá pedirás perdão à rainha pelo insulto (1867), desenho de Gustave Doré

Então Geraint ordenou-lhe: "Edyrn, filho de Nudd, vais fazer duas coisas, ou morres. Primeiro, vais com a tua dama e o teu anão à corte do rei Artur, e lá pedirás perdão à rainha pelo insulto e executarás a sentença que ela der; depois regressas para o condado de teus pais". Edyrn aceitou e levantando-se, foi para a corte de Artur e ali a rainha facilmente o perdoou. Como era jovem, mudou e veio a odiar o pecado que se assemelhava ao de Mordred, sobrinho de Artur, acabando por sucumbir numa grande batalha em que lutava pelo rei.
Ao terceiro dia, Geraint quis levar Enide para a corte, onde com autorização da rainha se casariam. Mas Enide estava aterrorizada por estar tão mal vestida. Mas eis que a mãe dela chega com um vestido brilhante, que espalhou na cama da filha. Com a derrota de Edyrn, Yniol voltou a tomar posse do seu condado e devolveram-lhe tudo o que lhes haviam pilhado, incluindo o vestido brilhante. Mas Geraint não se importou que Enide levasse o vestido velho, pois a rainha lhe prometera vestir a noiva com o vestido mais brilhante que houvesse e partiram para a corte. Genebra veio receber o jovem casal e abraçou Enide de todo o coração como amiga, honrou-a como a noiva do príncipe e vestiu-a para o seu casamento brilhante como o sol. Durante toda a semana, Caerleon esteve em festas e depois o casamento foi celebrado pelo santo Dubric com toda a pompa.
Tudo isto aconteceu no Pentecostes do ano anterior. Mas Enide guardou o vestido desbotado em memória do encontro com Geraint, e de como ele se namorara dela naquele traje e dos seus receios de ser mal recebida na corte assim vestida. Naquela manhã, quando ele lhe ordenou que vestisse o seu vestido mais pobre, Enide encontrou-o e vestiu-o.

### Enide ficou de lado para esperar pelo desfecho, sem ousar seguir a luta

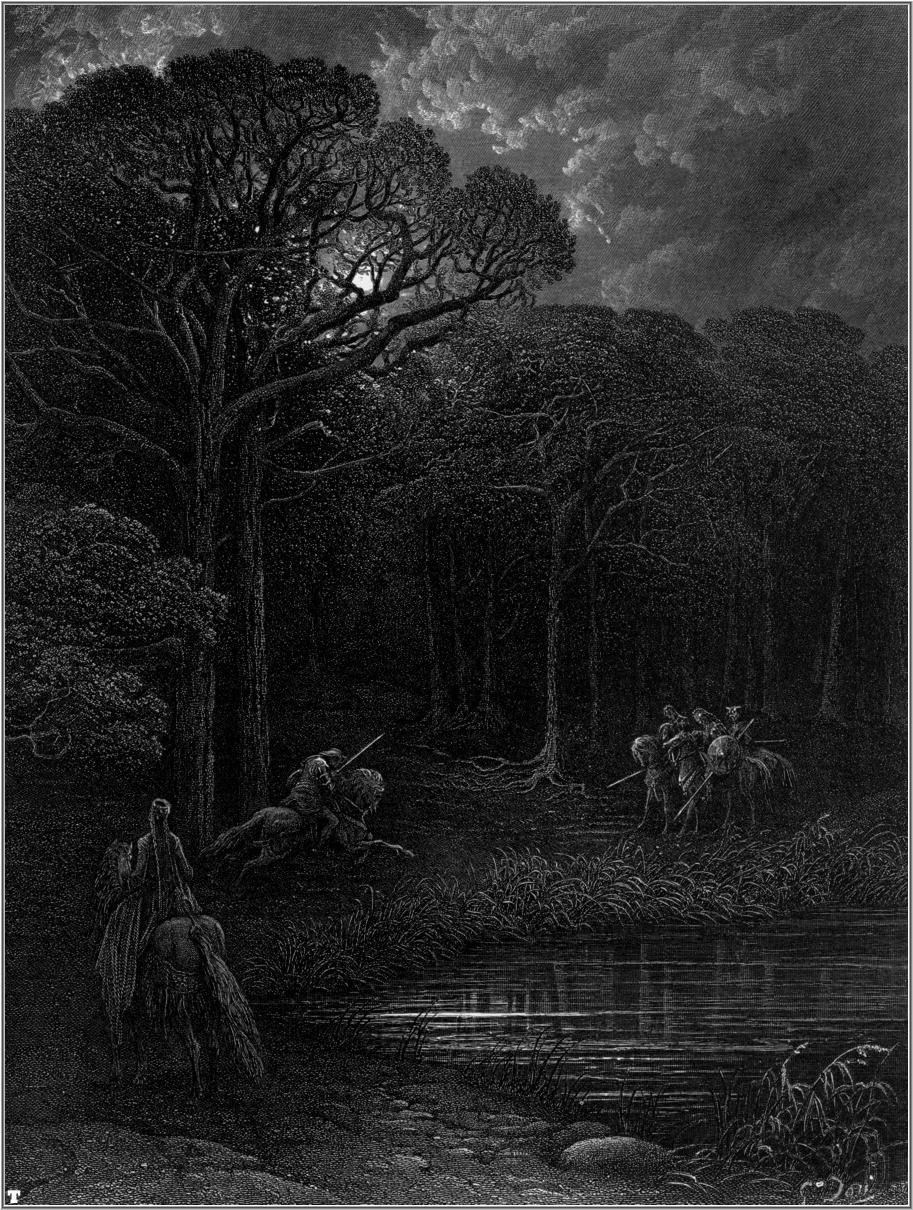
Enide ficou de lado para esperar pelo desfecho, sem ousar seguir a luta (1867), desenho de Gustave Doré

Saíram pela manhã, e Geraint disse a Enide que fosse à frente a uma distância respeitável, e que não falasse com ele, seja o que for que aconteça, tendo Enide ficado chocada. E com Enide na frente cruzaram fronteiras e seguiram por caminhos de bandidos, pântanos escuros e lagoas assombrados, através de solidões e caminhos perigosos.
A meio da manhã, Enide viu três cavaleiros de alta estatura montados e armados da cabeça aos pés, atrás de uma rocha nas sombras, todos malfeitores, esperando por eles. Então ela recuou e foi avisar o marido, tendo ele respondido que lhe havia pedido silêncio. Então os três bandidos caíram sobre Geraint, mas o príncipe com a sua longa lança perfurou o peito de um e em seguida voltou-se contra os outros dois, cortou-lhes as espadas e matou-os. Descendo do cavalo retirou dos três as belas armaduras, prendeu-as aos cavalos e ordenou a Enide para guiar os cavalos à frente dela e assim prosseguiram por caminhos ermos.
A piedade começou a tomar conta dele e aproximou-se dela, mas continuou calado, sofrendo, cada minuto parecendo-lhe um século. Mas eis que Enide viu diante da sombra de carvalhos três outros cavaleiros que esperavam todos armados e um deles parecia mais forte que Geraint. Enide decidiu aguardar a chegada do marido para avisá-lo mesmo que desobedecendo-lhe.
Ao aviso, Geraint respondeu com raiva: "Há cem na floresta, e cada um deles mais forte do que eu, e ainda que todos viessem sobre mim, eu ficaria menos desgostado do que com a sua desobediência. Mantenha-se longe, e se eu sucumbir, junte-se ao vencedor". Enide ficou de lado para esperar pelo desfecho, sem ousar seguir a luta murmurando apenas curtas orações, um suspiro por cada golpe. O bandido que ela mais temia atirou-se a Geraint mas falhou o golpe; mas a lança do príncipe penetrou no meio do corselete do gigante que rolou na poeira e ficou imóvel. Os companheiros covardes fugiram, mas foram alcançados e sofreram a morte que antes tinham dado a pessoas inocentes.

### Da cidade, por um caminho esculpido na rocha, vinha um jovem

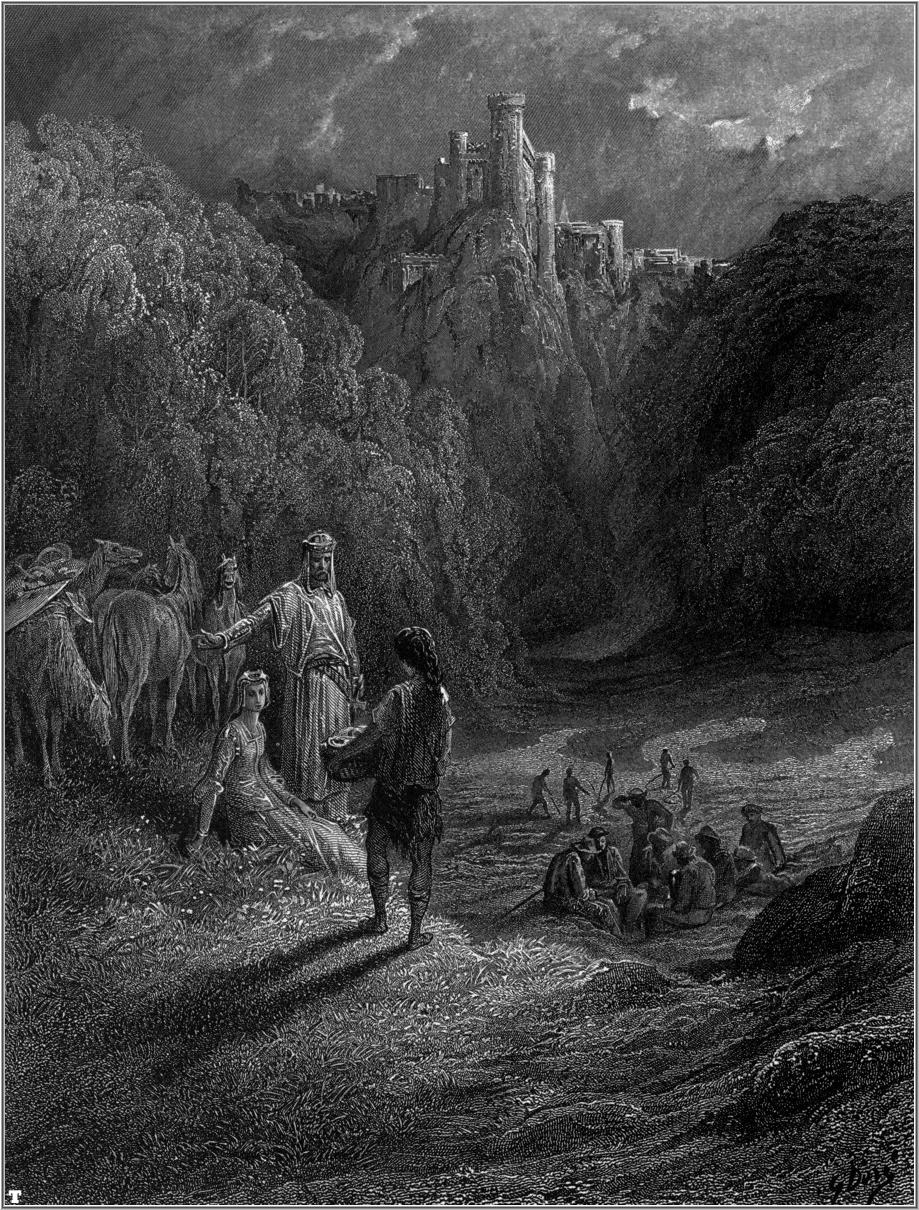
Da cidade, por um caminho esculpido na rocha, vinha um jovem (1867), desenho de Gustave Doré

Depois Geraint desmontou e tomou a lança que mais lhe agradou, sacou aos três as armaduras brilhantes, amarrou-as aos cavalos, juntou as rédeas dos três e disse para Enide os guiar à frente dela. E ela assim fez através do bosque. Geraint seguiu-a ainda mais de perto. O esforço dela em manter juntos por caminhos difíceis da floresta dois grupos de três cavalos carregados de armas ressonantes suavizou a amargura que ele sentia no coração.
Foi assim que passaram pela escuridão verde da floresta. No descampado, eles viram uma pequena cidade com torres sobre um monte rochoso e, em abaixo, num prado, camponeses a ceifar. Da cidade, por um caminho esculpido na rocha, vinha um jovem de cabelos louros, que levava na mão algo de comer para os ceifadores. Geraint pediu ao jovem comida para Enide e para ele. O jovem deu-lhes tudo o que levava, tendo Geraint como paga oferecido um dos cavalos e as armas que lhe estavam amarradas. Entretanto o jovem disse que iria avisar o senhor da cidade da chegada deles.
O escudeiro regressou com a oferta de alojamento onde os dois ficaram separados pela largura da sala. De repente, um barulho de vozes e passos na rua e batem à porta. No meio da turba de libertinos, entrou o velho conde Limours, o senhor daquele lugar que fora anterior pretendente de Enide. Sem o saber, Geraint encomendou vinho e bebidas para os visitantes. Limours pediu autorização para falar com Enide e a sós recordou-lhe que mantinha a antiga proposta de casamento, pois estando ela miseravelmente vestida era prova de que Geraint não a amava mais. Os seus homens estavam à volta de Geraint e bastava uma palavra dela para o prenderem na masmorra. Mas Enide, invocando que estava muito cansada, pediu ao Conde para vir na manhã seguinte para tomar Geraint, e assim se despediram todos. Depois Enide contou ao marido a proposta do Conde. Mas Geraint não quis acreditar e decidiu pagar o alojamento ao Conde com cinco cavalos e as armaduras e pôs-se de novo a caminho com Enide, ordenando-lhe para nada dizer e apenas obedecer.

### Ao verem tal impetuosidade, desapareceram em pânico aterrorizados

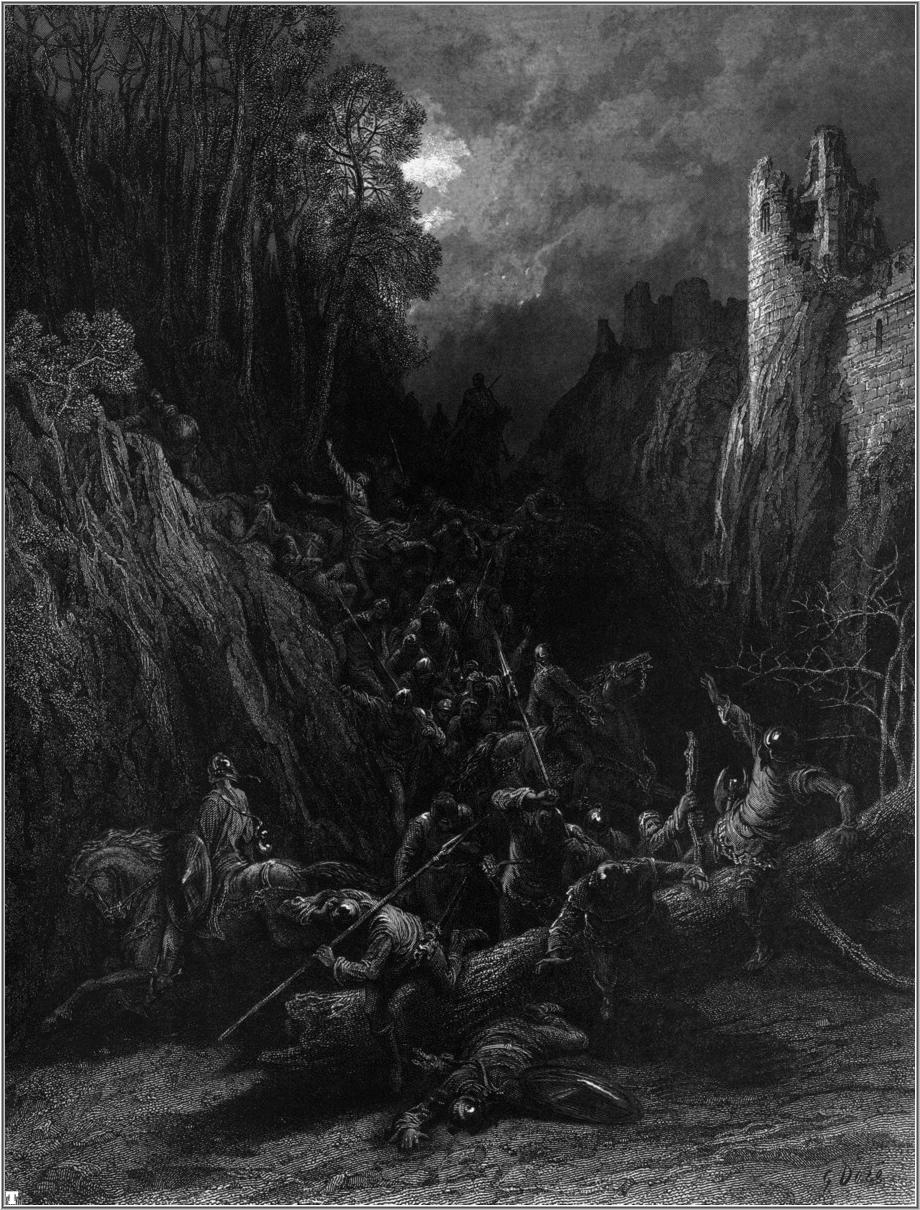
Ao verem tal impetuosidade, desapareceram em pânico aterrorizados (1867), desenho de Gustave Doré

Seguida pelo seu marido rude, Enide continuou pelo caminho batido que levava do território do criminoso Limours ao condado despovoado de outro conde, Doorm, que os seus trémulos vassalos chamavam de Touro, vendo que o marido vinha mais perto do que no dia anterior. Mas quando o sol ainda derretia o orvalho, ouviu o som de galopes e viu uma nuvem de poeira e pontas de lanças. Para não desobedecer ao marido, mas avisá-lo, apontou com o dedo a poeira. Um momento depois, o feroz Limours, montado num cavalo negro, atacou Geraint que ripostou e o deixou atordoado ou morto. Geraint virou-se para o próximo o que levou a tropa inteira a recuar e, ao verem tal impetuosidade, desapareceram em pânico aterrorizados, como um cardume de peixes. Amedrontados com o mero ataque de um homem, todos os companheiros, ou melhor, os parasitas do conde, fugiram e deixaram-no no meio da estrada.
Prosseguiram o caminho, mas Geraint ficou ferido na luta com o ajudante de Limours, sangrando sob a armadura e continuou a marcha sem dizer à sua nobre esposa que estava ferido até que os seus olhos se turvaram, e numa curva da estrada Geraint sem dizer uma palavra caiu do cavalo, felizmente que sobre a relva.

### Depois de fazer o que podia, parou, a desolação tomou conta dela e chorou na beira da estrada

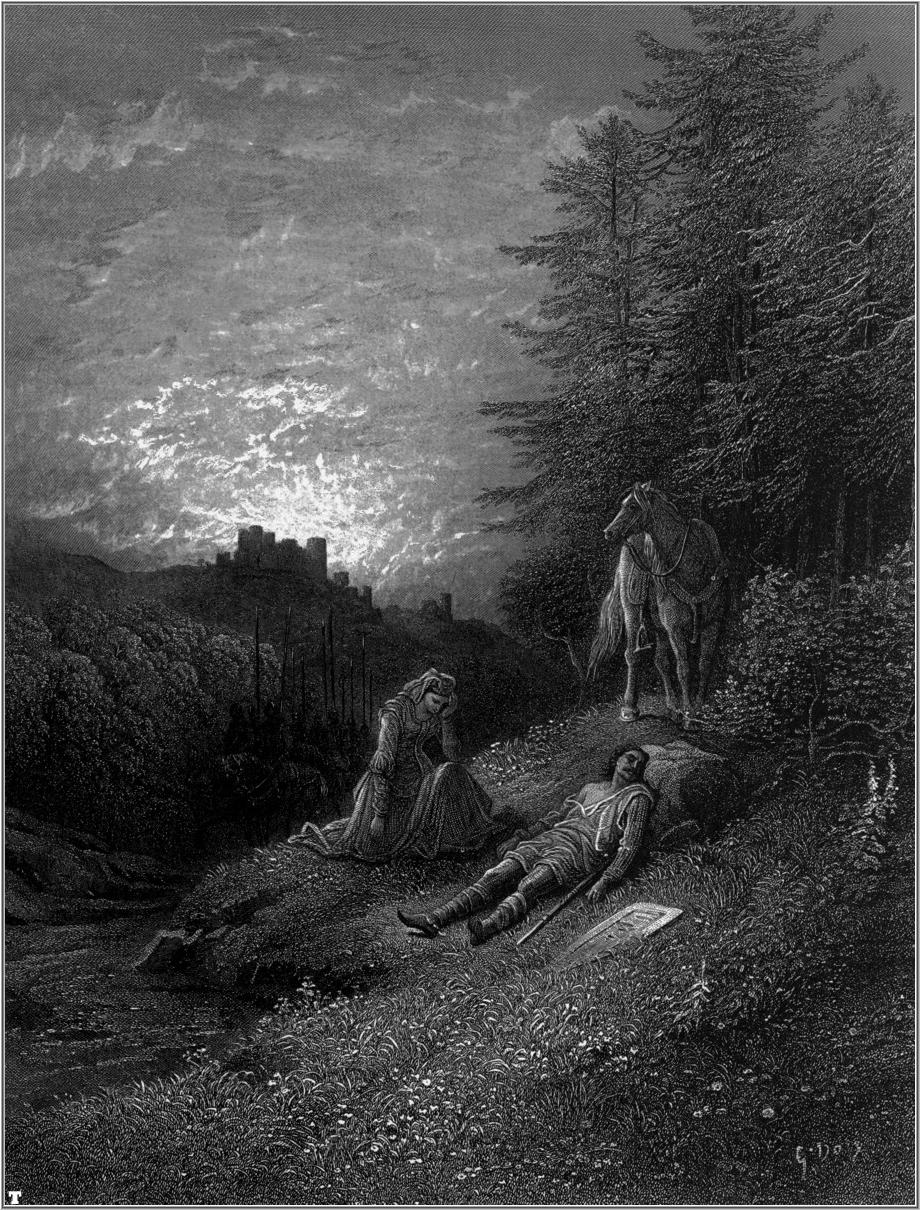
Depois de fazer o que podia, parou, a desolação tomou conta dela e chorou na beira da estrada (1867), desenho de Gustave Doré

Ouvindo o som da queda, Enide retornou até ele e, pálida, desmontou e desatou os laços que prendiam as armas. Descobriu a ferida e, rasgando o véu de seda desbotada, estancou a hemorragia. Depois de fazer o que podia, parou, a desolação tomou conta dela e chorou na beira da estrada. Passaram vários viajantes, mas ninguém olhou para ela, porque neste reino sem lei ninguém se importava com uma mulher lamentando a morte do seu companheiro. Ou pensavam que era uma vítima do conde Doorm e não se atreviam a ajudar. O palafrém de Enide fugiu para a floresta e apenas o grande cavalo de Geraint montava guarda como um homem.
Nesse momento apareceu o gigantesco conde Doorm à frente de uma centena de soldados, tendo Enide pedido para levarem Geraint para ser tratado. Dois soldados carregaram-no numa liteira para o palácio de Doorm. Enide ficou junto do marido por longas horas, apoiando a cabeça dele, aquecendo as mãos frias e chamando por ele. Por fim, ele recuperou do desmaio e encontrou a querida esposa ao seu lado e a chorar por ele.
No final do dia, o corpulento conde Doorm voltou para a mansão carregado de pilhagem, sendo seguido pelos soldados que jogaram uma pilha de coisas no chão e começaram a comer e beber. Depois conde Doorm olhou para Enide e disse-lhe para ela parar de chorar e comer pois já a considerava como sendo dele. Enide respondeu que não comeria enquanto o marido não se levantasse e comesse também. E não iria beber até que o marido se levante e lhe ordene que o faça e beba com ela. Se ele não se levantar, nunca mais tocaria em vinho enquanto fosse viva.

### Com um golpe de revés, atingiu o pescoço moreno do conde; e, como uma bola, a cabeça de barba ruiva rolou pelo chão

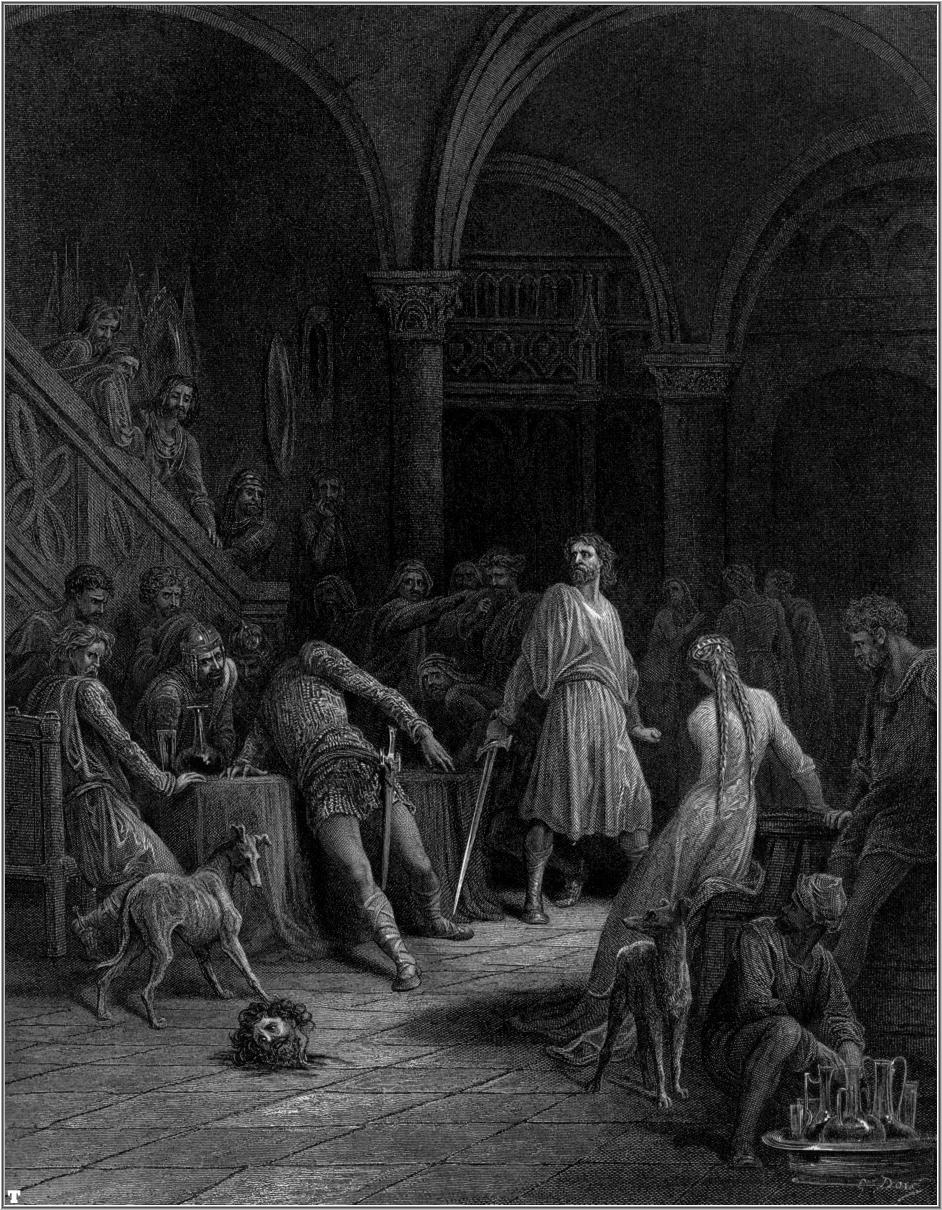
Com um golpe de revés, atingiu o pescoço moreno do conde; e, como uma bola, a cabeça de barba ruiva rolou pelo chão (1867), desenho de Gustave Doré

Depois Doorm ordenou a Enide que vestisse roupa mais vistosa em vez da gasta que agora tinha. Ela respondeu que foi com aquele vestido pobre que o querido marido a viu pela primeira vez, e se enamorou dela enquanto o servia no salão de seu pai; foi naquele vestido pobre que foi com ele para a corte, e onde casaram; foi aquele vestido que ele lhe disse para vestir quando partiu para essa busca fatal de honra. Não iria tirar o vestido pobre, a não ser que o marido se levante vivo, e lhe diga para jogá-lo de lado. "Estou tão aflita, peço-lhe que seja generoso e me deixe em paz. Nunca amei ninguém e não posso amar ninguém a não ser ele. Imploro, no estado em que ele está, que me deixe descansar".
O conde brutal então atravessou a sala e acercando-se de Enide, em fúria, exclamou que não adiantava ser gentil e, desrespeitando as leis da cavalaria, com a mão aberta ele atingiu-a no rosto, ainda que levemente. Então Enide, em extrema angústia, e pensando que Doorm não teria chegado a este extremo se não tivesse pensado que Geraint estiva morto, soltou um grito estridente e penetrante, como o de um animal selvagem preso numa armadilha.
Geraint percebeu tudo e agarrou na espada que estava ao lado dele sobre o escudo e com um golpe de revés, atingiu o pescoço moreno do conde; e, como uma bola, a cabeça de barba ruiva rolou pelo chão. Assim morreu o conde Doorm às mãos daquele que ele julgava morto. Todos os que estavam na sala, homens e mulheres, se levantaram quando viram o morto levantar-se, e fugiram gritando como se tivessem visto um fantasma, deixando os dois cônjuges sozinhos.

### Ele virou-se e beijou-a propositadamente. Ela jogou os braços à volta dele e, sem tardar, foram embora

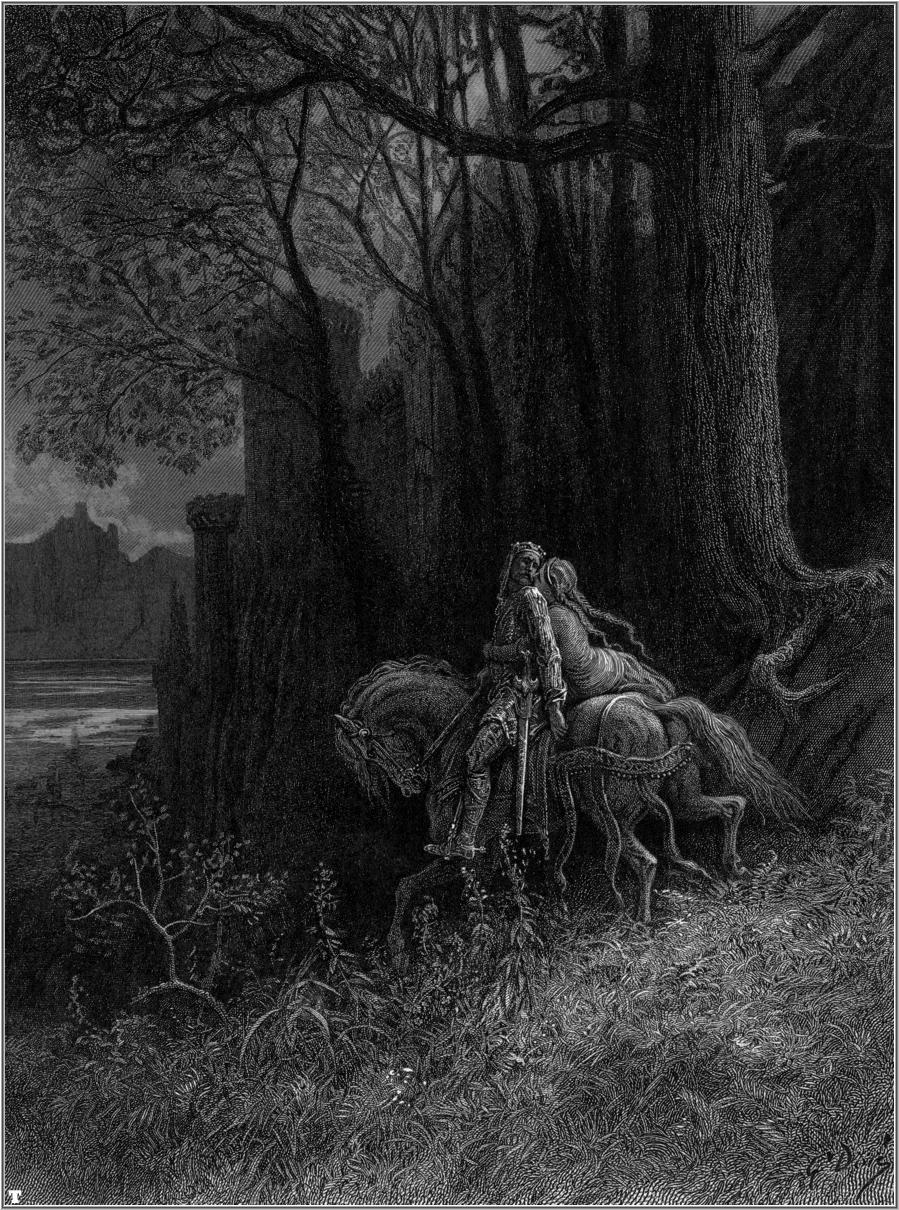
Ele virou-se e beijou-a propositadamente. Ela jogou os braços à volta dele e, sem tardar, foram embora (1867), desenho de Gustave Doré

Então Geraint disse-lhe: "Enide, eu te tratei pior que este homem sem vida, eu te insultei mais que ele. Ambos sofremos uma dor que me deixou três vezes mais infeliz que você: mas prefiro a morte à dúvida. Ontem de manhã, eu julguei que você dizia, pensando que eu estava dormindo, que não era uma mulher fiel, mas juro que não lhe vou pedir nenhuma explicação a esse respeito. Acredito em você apesar de tudo, e daqui em diante prefiro morrer a duvidar".
Enide não conseguiu encontrar uma única palavra de ternura, tão desanimada se sentiu. Apenas disse a Geraint em tom de oração: "Foge, eles voltarão e te matarão; foge, o teu corcel está do lado de fora, mas o meu palafrém anda transviado". "Então Enide, você irá atrás de mim". "Sim, disse Enide, vamos embora". Ao sairem encontraram o bom cavalo que começou a relinchar de alegria ao vê-los e se inclinou para o feliz casal. Enide beijou a estrela branca brilhante na testa do animal nobre. Geraint montou, estendeu a mão para Enide que colocou o pé no dele e seguiram caminho. Ele virou-se e beijou-a propositadamente. Ela jogou os braços à volta dele e, sem tardar, foram embora.